# Liga Hamburguense de Handebol
A Liga Hamburguense de Handebol, também conhecida como LHH/GUSCH, é uma equipe brasileira de handebol, fundada em 2003 e com sede em Novo Hamburgo, Rio Grande do Sul.
Considerada uma das principais equipes femininas do esporte no estado do Rio Grande do Sul, a LHH foi campeã do Campeonato Gaúcho de Handebol Feminino nos anos de 2016 e 2019, e vice-campeã em 2017. Além disso, a equipe possui resultados a níveis nacionais em categorias de base, sendo quarta colocada na disputa do Campeonato Brasileiro da categoria sub-18 de 2019.

## Títulos
- Campeonato Gaúcho de Handebol Feminino (2): 2016; 2019

Campanhas de destaque
- Campeonato Gaúcho de Handebol Feminino (vice-campeã): 2017
- Campeonato Brasileiro de Handebol Feminino Sub-18 (quarto lugar): 2019